# Carla Woldering
Carla Woldering (* 14. Juli 1893 in Celle; † 12. März 1983 in Georgsmarienhütte) war eine deutsche Politikerin (CDU). Sie war von 1954 bis 1967 Abgeordnete im Niedersächsischen Landtag.
Carla Woldering, geb. Hugo, war die Tochter eines Celler Schirmfabrikanten und wuchs in Osnabrück auf, wohin die Familie nach dem Scheitern der Firma 1898 gezogen war.
Woldering absolvierte das Lyzeum in Osnabrück und ein Internat in Belgien, anschließend hielt sie sich für zwei Jahre in Holland und Frankreich auf. Sie heiratete 1913 den späteren Bankdirektor Josef Woldering und hatte mit ihm vier Kinder, darunter die Museumsdirektorin Irmgard Woldering.
Während des Zweiten Weltkriegs unterstützte Carla Woldering durch Kurierdienste die NS-regimekritische Kommunikation zwischen dem Osnabrücker Bischof Hermann Wilhelm Berning und dem Breslauer Erzbischof Adolf Bertram, der ihr Onkel war. Ihre katholische Familie wird als „zuverlässig regimekritisch“ bezeichnet; ihr Sohn, der spätere Rechtsanwalt Gottfried Woldering, knüpfte als junger Wehrmachtssoldat Kontakte zum niederländischen Widerstand gegen die NS-Besatzung. 1945 wurde Carla Woldering von der britischen Besatzungsmacht in den Osnabrücker Entnazifizierungsausschuss berufen.
1946 war sie Gründungsmitglied der örtlichen CDU und gehörte ab 1948 dem Rat der Stadt Osnabrück an, wo sie vier Legislaturperioden lang den Schul- und Kulturausschuss leitete. Von der zweiten bis zur fünften Wahlperiode (1954 bis 1967) gehörte sie dem Niedersächsischen Landtag an und setzte sich dort für lokale kulturelle Belange ein. Woldering erhielt 1963 das Bundesverdienstkreuz Erster Klasse. Die letzten Lebensjahre verbrachte sie bei ihrem Sohn Dieter,  Pfarrer der Heilig-Geist-Kirche in Oesede. Seit 2012 trägt eine Straße in Osnabrück ihren Namen.